# Parafia św. Dymitra w Kobylnicy Wołoskiej
Parafia Świętego Dymitra w Kobylnicy Wołoskiej – parafia greckokatolicka w Kobylnicy Wołoskiej, w dekanacie przemyskim archieparchii przemysko-warszawskiej. Założona w 1991.